# Carga glicêmica
A carga glicêmica (português brasileiro) ou carga glicémica (português europeu) de comida é um número que estima o quanto a comida aumentará o nível de glicose de uma pessoa depois de comê-la. Uma unidade de carga glicêmica se aproxima do efeito de consumir um grama de glicose..
A utilidade da carga glicêmica é baseada na noção de que um alimento de alto índice glicêmico consumido em pequenas quantidades pode gerar o mesmo efeito na glicemia sanguínea que um alimento de baixo índice glicêmico consumido em quantidades maiores.
Por exemplo, o arroz branco possui um índice glicêmico relativamente alto, portanto ingerir 50g de arroz branco em uma única refeição resulta em determinada curva de aumento da glicose no sangue, enquanto 25g poderiam produzir a mesma curva com metade da altura. Como o pico da curva é provavelmente o mais importante para o controle do diabetes, multiplicar a quantidade de carboidratos em uma porção de alimento pelo índice glicêmico permite inferir quanto efeito aquela porção terá no nível de açúcar no sangue.